# Бэккефорс
Бэккефорс (швед. Bäckefors) — это город в муниципалитете Бенгтсфорс в провинции Дальсланд, Швеция с населением в 675 человек.

## История
В 1767 году владелец мельницы Биллингсфорс, Леонард Магнус Уггла, купил поместье Веттунген в приходе Бяке, и в 1767 году он получил привилегию построить здесь гвоздильную кузницу. В 1784 производство в Бэккефорсе перешло к сыну Леонарта - К.Ф. Углу. В 1822 году на предприятии была введена ковка из пруткового железа.. Внук Леонарта Уггла Карл Фредрик Вэрн старший купил поместье в Бэккефорс и Балдерснесв 1824 или 1827 году. Карл Фредрик Вэрн старший внедрял в 1829-1830 годы ланкастерстерскую ковку. Для этого в Англии были закуплены машины, оборудование и выписаны рабочие.
В 1859 году его наследники, включая Карла Фредрика Вэрна Младшего, купили мельницу Биллингсфорса на аукционе по банкротству. Была образована компания Baldersnäs Bolag, в которую вошла большая часть промышленности Дальсланда того времени, то есть железные заводы в Биллингфорсе, Бэккефорсе и Katrinefors, а также лесопильные заводы Скэпафорс и Långeds. Весь экспорт продукции компании осуществлялся через компанию C Fr Waern & Co.
В 1921 году в Бекефорсе находился банк, гостиница и несколько магазинов. Крупнейшее промышленное предприятием была мельница Бекефорс.
В 2020 году в Беккефорсе проживало около 660 человек. Беккефорс являлся туристическим центром и важным узлом связывающим общественный транспорт трёх регионов с Гётеборгом. В нём располагалось несколько магазинов, начальная школа, больница, библиотека центр неотложной помощи (обслуживающий весь Дальсланд), несколько спортивных клубов. В 2003 году тут была снята шведская комедия Юзефа Фареса "Копы" (sv:Kopps) . 

## Интересный факт
- Бэккефорс был важным железнодорожным узлом во время Второй мировой войны, когда здесь проходило много поездов с немецкими солдатами и норвежскими пленными[источник не указан 1139 дней].